# 臺北市國語實驗國民小學

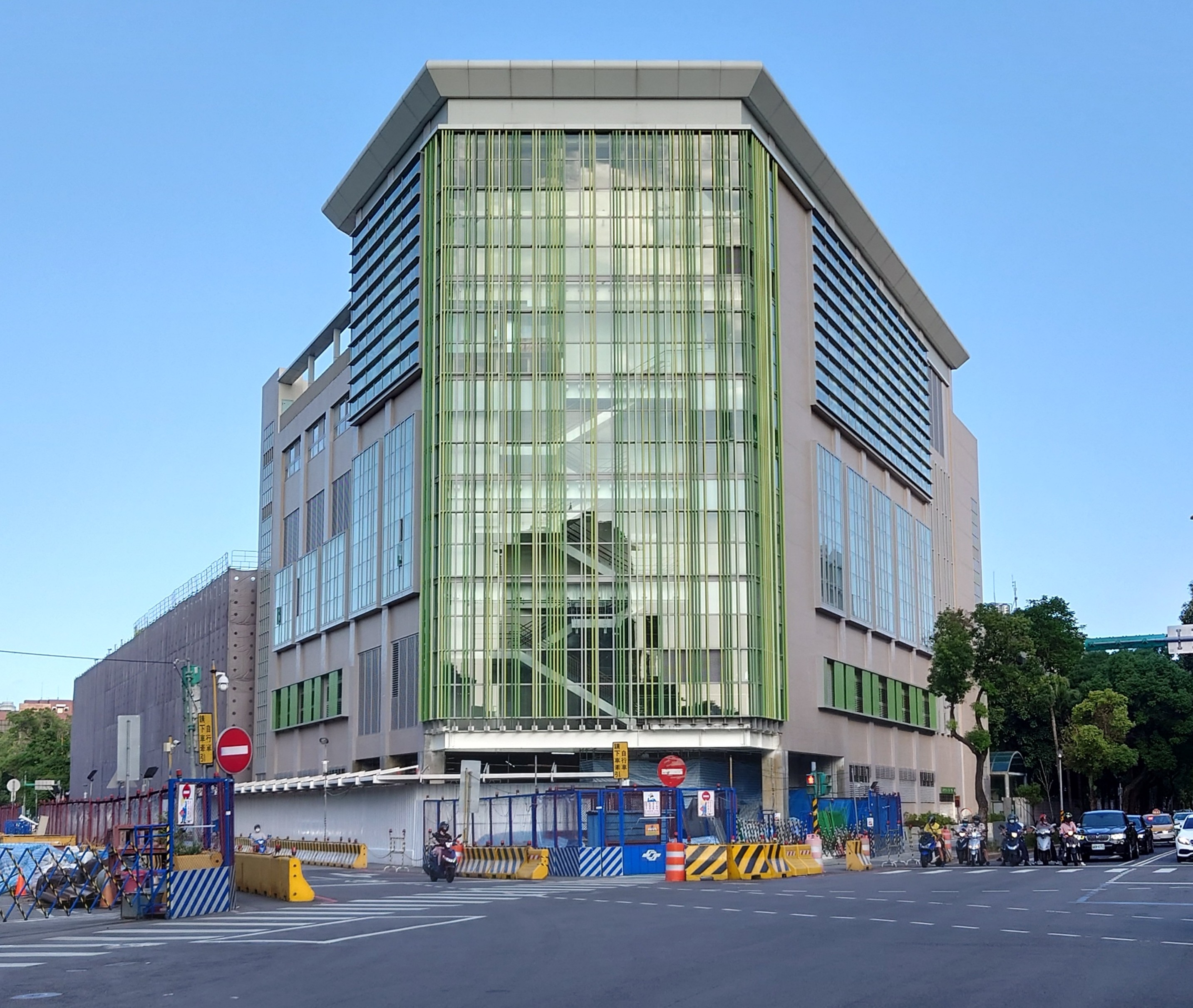
共構大樓樂學樓

臺北市國語實驗國民小學（英語：Taipei Mandarin Experimental Elementary School），簡稱國語實小，是一所位於臺北市中正區的市立國民小學，為實驗小學。於1913年創立，鄰近建國中學、南海學園。
配合捷運萬大線工程，以舊活動中心用地興建植物園站共構大樓，新建地上6層，地下3層。用途除了捷運出入口及無障礙電梯外，也作為校內專科教室、圖書館、游泳池及綜合活動中心使用及地下停車場。

## 歷史

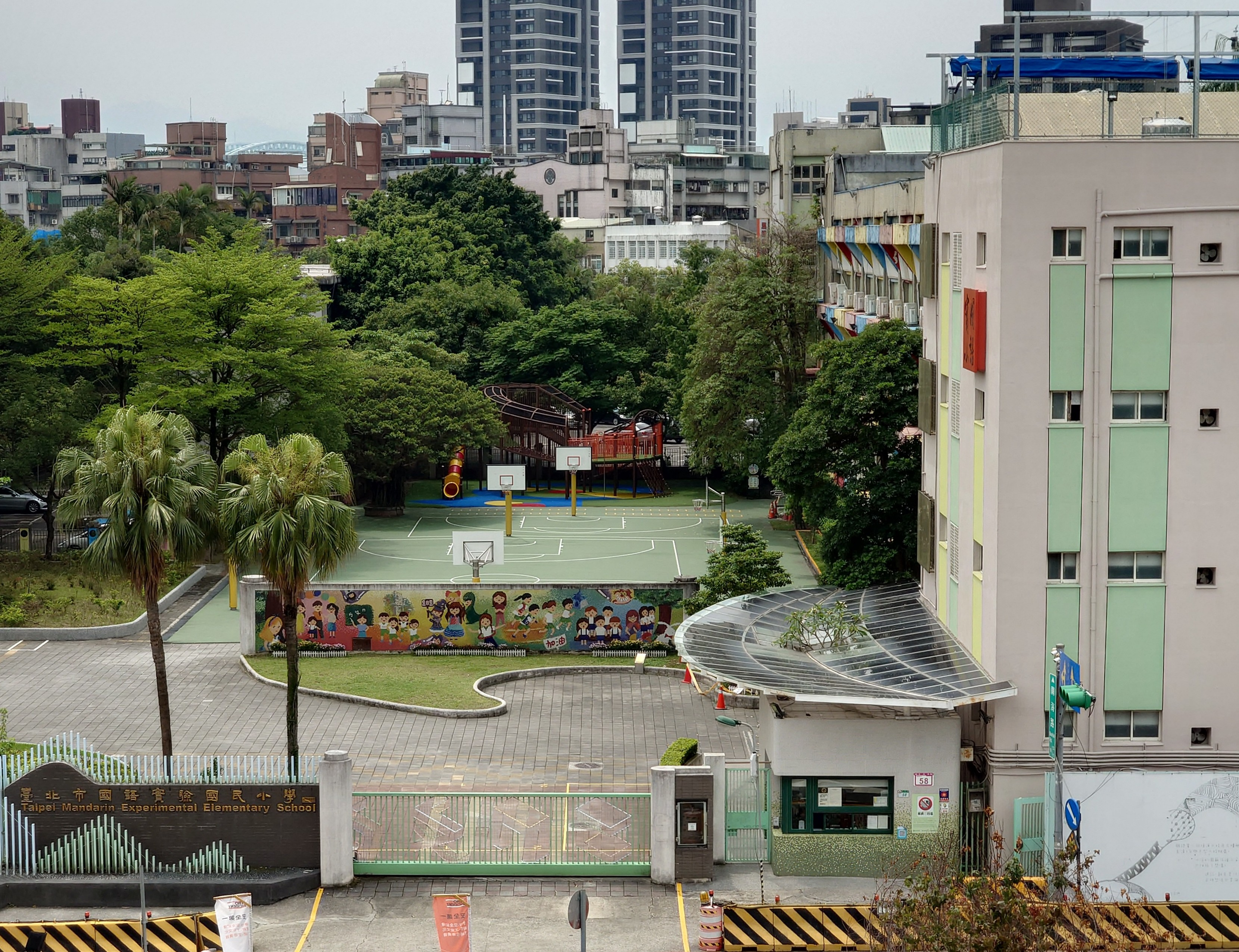
國語實小正門

1913年，台灣總督府台北師範學校第三附屬小學校設立。
1946年5月，校名改為臺灣省國語推行委員會附設實驗小學。
1967年7月，改隸臺北市政府，更名臺北市國語實驗國民小學。
2005年，成立射箭校隊。
2021年，萬大線施工，挖出5千年前史前文化遺跡植物園遺址中心點，「搶救考古」了三年，一度打到三十二公尺深。將共構在國語實小與植物園站站體中
2024年，成立3D創客社

## 歷任校長
- 蕭懋貞
- 方志平 1946年5月
- 王玉川 1947年8月
- 祁致賢 1948年2月
- 張希文 1949年
- 李穎萍 1973年8月
- 林秋成 1983年8月
- 陳燕鶴 1990年8月
- 馬家祉 1995年2月[1]
- 簡毓玲 1998年8月
- 陳綠萍 2001年8月
- 張永欽 2007年8月
- 楊美伶 2011年8月
- 林玫伶 2016年8月
- 丁一航 2020年8月
- 吳智亭 2024年8月 迄今

## 事件
- 2019年，永續台灣創意教案國語實小漫步城南榮獲參獎[6]
- 2021年，臺北市行動研究「3D光固化印章於浮雕建模單元之行動研究」，特優。[7]
- 2022年，國語實小捷運共構大樓，樂學樓啟用[8]
- 2023年實現優質教育，國語實小主題書展以真人圖書館傳遞知識[9]
- 2023年國語實小「小書展，大文青」主題書展由六年級學生親自策畫執行，國語實小學生策畫主題書展，創意展現令人驚豔[10]
- 2023年國語實小「打開困獸之Door」主題書展 關心瀕危動物與動物福祉[11]
- 2023年國語實小榮獲臺北市第24屆教育專業創新與行動研究國小甲組團體獎第一名[12][13]
- 2024年揮毫迎春，國語實小學子寫春聯展現藝文涵養[14]
- 2024年臺北國語實小美創社成果展 「印—複製的藝術」美感融入生活，讓藝術更加生活化。
- 2024年3D創客社改編國語實小傳統校歌：yo yo, shine bright 饒舌版、加入英文歌詞版，國語實小放光明，實驗學校作風國際化教育。[15][16][17]
- 2024年國語實小校內與社區夥伴共同捲入環境探索、激發多元互動的《穿越校園與大社區的多重生態劇場—化羽臺．南門口共學行動》榮獲第9屆公共藝術獎得獎學校[18]
- 2024年國語實小榮獲臺北市第25屆教育專業創新與行動研究國小甲組團體獎第二名[12]

## 外部連結
- 臺北市國語實驗國民小學 （页面存档备份，存于）